# میرزا ابراهیم بوذری
ابراهیم بوذری (۱۲۷۵ – ۱ بهمن ۱۳۶۵) خوشنویس، ادیب و خواننده تعزیه و از کارشناسان ردیف‌های آوازی بود.
در ۱۲۷۴ یا ۱۲۷۵ ش در روستای کرود طالقان زاده شد. پدرش ملا على ‏اصغر بود، جد وى مرحوم سلطان محمد بود كه قرآن‏هاى بسیارى به خط زیباى وى موجود می‏باشد. تحصیلات ابتدایی را در مکتبخانه روستا آغاز کرد، کمی بعد، به تهران آمد و در منزل شیخ محمدآقا بوذری طالقانی، مدرّس مدرسه سپهسالار، اقامت گزید.
بوذری در هر سه خط و به‌ویژه نستعلیق مهارت کافی داشت و پس از سالها خدمت در مجلس شورای ملّی در 1340 خورشیدی بازنشسته شد. همزمان با آن، سالها باعنوان کارشناس رسمی خطوط و امضای فارسی در وزارت دادگستری مشغول به‌کار بود
وی همچنین منشی اداره مباشرت مجلس شورای ملی بوده و در تاسیس مجلس موسسان در زمان به سلطنت رسیدن رضا شاه نقش بسزایی ایفا کرده است .
بوذری افزون بر خوشنویسی، طبع شعر نیز داشت و از در آواز نیز استاد بود و دارای صدایی گرم و دلنشین بود. او بجز کتابت‌های بسیار، کتیبه‌های آرامگاه سعدی، شاه‌خلیل‌الله در یزد و کتیبۀ رو به تهران دروازه قرآن شیراز (به‌خطّ ثلث) را از خود به‌یادگار گذاشته است.
بوذری در 1365 خورشیدی درگذشت و در بهشت‌زهرای تهران به‌خاک سپرده شد

## تحصیلات
بوذری دارای تحصیلات عالی در ادبیات بود و عربی و فقه و اصول را در محضر روحانیون بزرگ زمان آموخته بود. او در خط نستعلیق شاگرد زین العابدین ساعتساز٬ محمد عماد طاهری و عمادالکتاب سیفی بود. خط ثلث را از عبدالحمید ملک الکلامی معروف به امیرالکتاب و نسخ را نرد علی عبدالرسولی آموخت. بوذری در موسیقی و آواز شاگرد ابوالحسن خان اقبال آذر (اقبال السلطان) و سیّد حسین طاهرزاده بود.

## مشاغل
وی مدرّس انجمن خوشنویسان ایران، مشاور رسمی کارشناسی تعزیه در وزارت فرهنگ و هنر وقت و مشاغل دیگری در ادارات مختلف دولتی و دانشکده معقول و منقول (الهیات) بود.
گرچه بوذری بیشتر به عنوان مدرّس هنر خطاطی مشهور است و خود نیز مانند غالب استادان قدیم موسیقی مایل نبود که در جامعه، موسیقیدان شناخته شود، با این همه مقام او در موسیقی کمتر از خطاطی نیست. بوذری در موسیقی نیز، همانند خطاطی، پایبند سرسخت اصول سنتی قدیم بود. وی متاثر از سبک استاد خویش اقبال آذر بود و این شیوه را آموزش می داد. از شاگردان وی می توان از صدیف رامبد نام برد.

## آثار
از تالیفات او «تعزیه در ایران و دو مجلس آن» است که در سال ۱۳۵۴ چاپ شد و در زمینه موسیقی سلسله نوارهایی از اجراهای خصوصی همراه ساز و آواز استادان مختلف دارد که در دسترس عموم نیست. آثار خوشنویسی او فراوان است. به عنوان نمونه مخمس صفی علیشاه، کتیبه‌های آرامگاه سعدی و دروازه قرآن شیراز، کلام چند تصنیف از امیرجاهد (چاپ در جلد اول دیوان امیرجاهد)، کتابت بسیاری از کتاب‌های ادبی و آثار بسیار دیگری از او به‌یادگار مانده است.